# 1841 Masaryk
1841 Masaryk (1971 UO1) là một tiểu hành tinh nằm phía ngoài của vành đai chính được phát hiện ngày 16 tháng 10 năm 1971 bởi L. Kohoutek ở Bergedorf. Nó được đặt theo tên Tomáš Garrigue Masaryk, tổng thống đầu tiên của Tiệp Khắc.